# 莫尔南 (德龙省)
莫尔南（法語：Mornans）是法国德龙省的一个市镇，属于迪耶区（Die）布尔多县（Bourdeaux）。该市镇总面积11.72平方公里，2009年时的人口为65人。

## 人口
莫尔南人口变化图示